# ActBlue
ActBlue — це платформа Демократичної партії США для збору пожертв на політичні кампанії, що функціонує у формі комітету політичних дій (англ. political action committee, PAC), специфічної для США типу організації, яка збирає добровільні пожертви від громадян і спрямовує їх на підтримку чи протидію політичним кандидатам, ініціативам або законам. Заснована у 2004 році, ActBlue є важливою частиною фінансової інфраструктури Демократичної партії. Фактично, ActBlue є посередником для обробки індивідуальних внесків, зроблених через платформу. Відповідно до федерального законодавства, ці внески надходять від окремих осіб і не вважаються пожертвами організації.
Окрім основної організації ActBlue, яка збирає кошти на політичні цілі, існують також дочірні організації ActBlue Charities, яка працює як платформа збору коштів для американських некомерційних організацій типу 501(c)(3) і ActBlue Civics, яка займається збором коштів для організацій соціального забезпечення типу 501(c)(4).

## Історія
ActBlue була заснована у 2004 році Бенджаміном Раном і Меттом ДеБергалісом. У 2005 році до них приєдналися Джонатан Цукер і Ерін Гілл. У 2007 році Цукер став виконавчим директором; у 2009 році його замінила Гілл. У 2023 році її місце зайняла Реджина Воллес-Джонс.
Як у 2016, так і у 2020 роках кандидати на посаду президента США від Демократичної партії, Гілларі Клінтон і Джо Байден, використовували ActBlue для збору коштів. Кампанії Берні Сандерса у 2016 та 2020 роках також покладалися на ActBlue.
У 2023 році ActBlue оголосила про скорочення близько 17 % свого персоналу в рамках «реструктуризації», спрямованої на забезпечення «довгострокової фінансової стабільності».
У грудні 2024 року 142 консультанти, співробітники кампаній і некомерційних організацій, донори та дослідники підписали лист із критикою ActBlue, закликаючи організацію краще захищати своїх донорів від можливих зловживань.
У лютому 2025 року семеро високопосадовців покинули організацію. Серед тих, хто звільнився, були головний юридичний керівник, віцепрезидент із роботи з клієнтами та технічний фахівець, який пропрацював в ActBlue 14 років. Дві профспілки, що представляють працівників ActBlue, звернулися до ради директорів, вказавши на «тривожну тенденцію» звільнень, яка «підриває довіру до стабільності організації».

## Звинувачення у шахрайстві
У 2024 році республіканські держпосадовці від кількох штатів розпочали розслідування щодо ActBlue через звинувачення в шахрайстві з донорськими внесками. Серед них були, зокрема, губернатор штату Вайомінг Чак Грей та генеральний прокурор штату Вірджинія Джейсон Міярес. ActBlue назвала розслідування, яке проводив Міярес, «політичною атакою та залякуванням партії». Раніше ActBlue вже була об'єктом звинувачень у шахрайстві з боку політичних активістів, хоча експерти висловлювали сумніви щодо достовірності цих заяв.
Члени Конгресу США від Респуліканської партії також висловлювали занепокоєння щодо того, що ActBlue не перевіряє інформацію про донорів, зокрема CVV-коди на їхніх кредитних картках. Прес-секретар ActBlue заявив у серпні 2024 року, що вони почали розширювати перевірку CVV ще у 2023 році і тепер вимагають цього для всіх нових внесків за допомогою кредитних карток. ActBlue виступала проти законопроєкту, підтриманого республіканцями, який був внесений у вересні 2024 року і вимагав використання CVV-кодів для політичних пожертв та забороняв внески через подарункові чи попередньо оплачені картки.